# Campeonato Mundial de Ajedrez 1986
El Campeonato Mundial de Ajedrez 1986 fue un encuentro entre el retador Anatoli Kárpov de la Unión Soviética y su compatriota y flamante campeón defensor Garri Kaspárov. Las 12 primeras partidas se jugaron en Londres, Inglaterra; y las 12 últimas en Leningrado, Unión Soviética. El primer juego empezó el 28 de julio de 1986. El último juego empezó el 8 de octubre de 1986, que terminó empatado. Kaspárov ganó el match 12½-11½, manteniendo su condición de campeón.

## Antecedentes
En las condiciones el encuentro anterior se estipulaba que si el campeón perdía tenía derecho a una revancha en un plazo máximo de un año. Kaspárov trató de eludir esa condición lanzando una campaña en la prensa, sobre todo occidental, por considerarlo un abuso. Sin embargo, la FIDE se mantuvo firme y los medios occidentales estaban ansiosos por ver otro emocionante encuentro entre estos dos titanes del ajedrez.

## Match
El match fue jugado como mejor de 24 juegos, las victorias contando 1 punto, los empates ½ punto, y las derrotas 0, y acabaría cuando un jugador llegue a 12½ puntos o cuando un jugador gane 6 partidas. Si el match acabara en un empate 12 a 12, el campeón defensor (Kaspárov) retendría el título.
| Jugador        | 1 | 2 | 3 | 4 | 5 | 6 | 7 | 8 | 9 | 10 | 11 | 12 | 13 | 14 | 15 | 16 | 17 | 18 | 19 | 20 | 21 | 22 | 23 | 24 | Total (Vic) |
| -------------- | - | - | - | - | - | - | - | - | - | -- | -- | -- | -- | -- | -- | -- | -- | -- | -- | -- | -- | -- | -- | -- | ----------- |
| Anatoli Kárpov | ½ | ½ | ½ | 0 | 1 | ½ | ½ | 0 | ½ | ½  | ½  | ½  | ½  | 0  | ½  | 0  | 1  | 1  | 1  | ½  | ½  | 0  | ½  | ½  | 11½ (4)     |
| Garri Kaspárov | ½ | ½ | ½ | 1 | 0 | ½ | ½ | 1 | ½ | ½  | ½  | ½  | ½  | 1  | ½  | 1  | 0  | 0  | 0  | ½  | ½  | 1  | ½  | ½  | 12½ (5)     |

Para el match se eligieron dos sedes, Londres para jugar las doce primeras partidas y Leningrado para las doce últimas. El encuentro comenzó el 28 de julio de 1986 con la presencia de Margaret Thatcher, a la sazón primera ministra del Reino Unido. La primera partida no tuvo mucha historia, terminó en tablas en 19 jugadas, pero Kaspárov usó, por primera vez, la Defensa Grünfeld, que se convertiría en una de las más jugadas en el resto de sus enfrentamientos. La segunda partida terminó en tablas, pero la ventaja de Kaspárov era clara. Sin embargo, los apuros de tiempo le llevaron a cometer un error que le privó de la victoria. La tercera partida también fue tablas.
La cuarta partida fue una clara victoria de Kaspárov, que esta vez no tuvo los apuros de tiempo de la segunda partida. Los agoreros de turno predecían la rápida debacle de Kárpov, pero hubieron de callar la boca cuando arrasó a Kaspárov en la quinta partida. Siguieron dos tablas, y en la octava partida Kaspárov lanzó un violento ataque en el que sacrificó hasta dos peones. Kárpov se defendió magistralmente y quedó en ventaja, pero los apuros de tiempo le pasaron factura: cometió un error y ante los graves problemas que se le plantearon dejó caer la bandera. Las cuatro restantes partidas de Londres terminaron en tablas.
Al llegar a Leningrado, Kaspárov tenía un punto de ventaja. La decimotercera partida terminó en tablas, pero la decimocuarta se la adjudicó Kaspárov tras una emocionante partida en la que los apuros de tiempo volvieron a perjudicar a Kárpov. Kaspárov ya tenía dos puntos de ventaja. La decimoquinta partida fue tablas, y Kaspárov volvió a ganar en la decimosexta. Los aplausos para Kaspárov eran unánimes.
Cuando se especulaba si Kárpov querría seguir jugando, ganó la decimoséptima partida, y la decimoctava, aprovechando los apuros de tiempo de Kaspárov. Ante el asombro de todos, la resistencia del ex campeón era empecinada, y había reducido la ventaja a un solo punto. En la partida decimonovena Kaspárov volvió a plantear la defensa Grünfeld, y Kárpov obtuvo una sonada victoria: empate a puntos.
En esta situación los nervios de Kaspárov estallaron. Comenzó a ver fantasmas y espías en todas partes. Impuso un régimen de manu militari a sus analistas. Acusó a uno de ellos, Vladimírov, de vender sus análisis a Kárpov, por lo que le expulsó. Kaspárov estaba psicológicamente hundido, pero en medio de esta situación, incomprensiblemente, Kárpov pidió el aplazamiento de la vigésima partida. Ese lapso constituyó un tiempo precioso para Kaspárov, que logró recuperarse del duro golpe. Quizá creía que la inactividad aumentaría la ansiedad de Kaspárov, mientras que él lograría descansar.
Las dos partidas siguientes terminaron en tablas. A falta de tres partidas la necesidad de vencer comenzaba a pesar. En la vigesimosegunda partida Kárpov se lanzó al ataque, pero Kaspárov se defendió de manera magistral y se adjudicó el punto. Quedaban dos partidas y Kárpov debía ganar las dos si quería recuperar el título. Visto lo visto, nadie se atrevía a hacer pronósticos. La vigesimotercera partida terminó en unas disputadas tablas, y también la vigesimocuarta, que se jugó a pesar de todo, ya que no había forma de que Kárpov recuperara el título (debía haber ganado la anterior partida). Kaspárov había demostrado que era un digno campeón del mundo, pero la disputa en los tableros aún debía continuar. En sus enfrentamientos habían aprendido tanto de ajedrez que su nivel estaba muy por encima del resto de los jugadores.